# Kaito Omomo
Kaito Omomo (大桃 海斗 Omomo Kaito?), född 28 oktober 1997 i Niigata prefektur, är en japansk fotbollsspelare.
Omomo började sin karriär 2020 i AC Nagano Parceiro.